# NGC 1094
NGC 1094 (другие обозначения — UGC 2262, MCG 0-8-15, ZWG 389.16, IRAS02449-0029, PGC 10559) — спиральная галактика с перемычкой в созвездии Кит. Открыта Уильямом Гершелем в 1785 году. Описание Дрейера: «очень тусклый, маленький объект круглой формы, к западу видны две тусклых звезды».
Этот объект входит в число перечисленных в оригинальной редакции «Нового общего каталога».
Галактика обладает активным ядром, которое относится к типу LINER.
Объект входит в группу галактик LDC 202, HDC 176 вместе с NGC 1104 и NGC 1132. Так же есть признаки гравитационного взаимодействия с близкой галактикой MCG+00-08-014.